# Slaget ved Monterrey
Slaget ved Monterrey var et slag i den Mexicansk-amerikanske krig 21. – 23. september 1846 hvor general Pedro de Ampudia og den mexikanske nordhær i første omgang var i stand til at stoppe de amerikanske tropper ved den vigtige fæstningsby Monterrey, men efterfølgende blev de tvunget til at opgive deres position.

## Baggrund
Efter adskillige nederlag og det der lignede, forsøgte den mexicanske nordhær på ca. 2.638 mænd og 13 kanoner at trække sig tilbage sydpå og genudruste inden de igen skulle møde amerikanske styrker under general Zachary Taylor. Nær den gamle fæstningsby Monterrey modtog general Ampudia ordrer fra Antonio López de Santa Anna om at trække sig længere tilbage til byen Saltillo, hvor Ampudia skulle opbygge en defensiv linje, men Ampudia, som hungrede efter en sejr og var klar over, at hans mænd var på randen af mytteri på grund af de stadige tilbagetrækninger, afviste ordren og valgte i stedet at stå fast i Monterrey. Ampudia fik forstærkninger fra Mexico City – 3.140 mand og 12 kanoner foruden Saint Patricks bataljon, en overvejende irsk-amerikansk enhed af frivillige, som ville kæmpe for Mexico. Dette var deres første større træfning mod amerikanske styrker.

## Slag
I tre dage forsøgte amerikanske styrker forgæves at erobre byen. Kraftig mexicansk modstand forårsagede betydelige tab i de amerikanske rækker, og det amerikanske artilleri var ikke i stand til at gennembryde murene i de talrige fæstninger og fæstningsværker i området. På den 3. dag lykkedes det Texas Ranger divisionen og en infanteridivision under kommando af general William J. Worth at erobre 4 bakker vest for byen. Disse blev udstyret med tunge kanoner, som blev brugt til at angribe styrker, som flygtede fra bakkerne. Et afledningsangreb gjorde det muligt for amerikanske divisioner at strømme ind i byen fra øst og vest.
Voldsomme hus til hus-kampe fulgte inden for bymurene. Texas Rangers kastede en tændt artillerigranat ind i et hus, og med beskeden skade pustede den de mexicanske soldater ud ad vinduerne. Den mexicanske hær samledes på byens plads. Fanget på byens plads og bombarderet af fjendens haubitser besluttede general Ampudia sig til at forhandle. Taylor, som stadig stod overfor en større styrke på fjendens jord, aftalte en to måneders våbenhvile til gengæld for, at byen overgav sig.

## Efterspil
Den resulterende våbenhvile undertegnet mellem Taylor og Ampudia havde stor effekt på krigens resultat. Taylor blev gennemheglet af regeringen, hvor præsident Polk insisterede på, at hæren ikke havde tilladelse til at forhandle våbenhviler, kun til at dræbe fjenden. Desuden blev våbenhvilebetingelserne, som tillod Ampudias styrker at trække sig tilbage med faner og alle deres våben, set som tåbelige og kortsigtede af nogle amerikanske iagttagere.
Nogle har argumenteret for, at general Ampudia indledte Mexicos nederlag. Mange mexicanske soldater blev desillusionerede over krigen. I en velbefæstet, velforsynet stilling havde en mexicansk hær modstået den amerikanske hær i tre dage, blot for at blive tvunget til overgivelse som følge af amerikansk taktik mht. bykamp, anvendelse af tungt artilleri og heraf følgende yderligere splittelse i de mexicanske rækker.